# Husseren-Wesserling
Husseren-Wesserling (Duits: Hüsseren-Wesserling) is een gemeente in het Franse departement Haut-Rhin in de regio Grand Est. De gemeente telde 1.032 inwoners op 1 januari 2022.

## Geschiedenis
De gemeente maakte voor 2015 deel uit van het arrondissement Thann en kanton Saint-Amarin. Op 1 januari van dat jaar fuseerde het arrondissement met het arrondissement Guebwiller tot het arrondissement Thann-Guebwiller. Toen het kanton op 22 maart 2015 werd opgeheven werden de gemeenten opgenomen in het kanton Cernay.

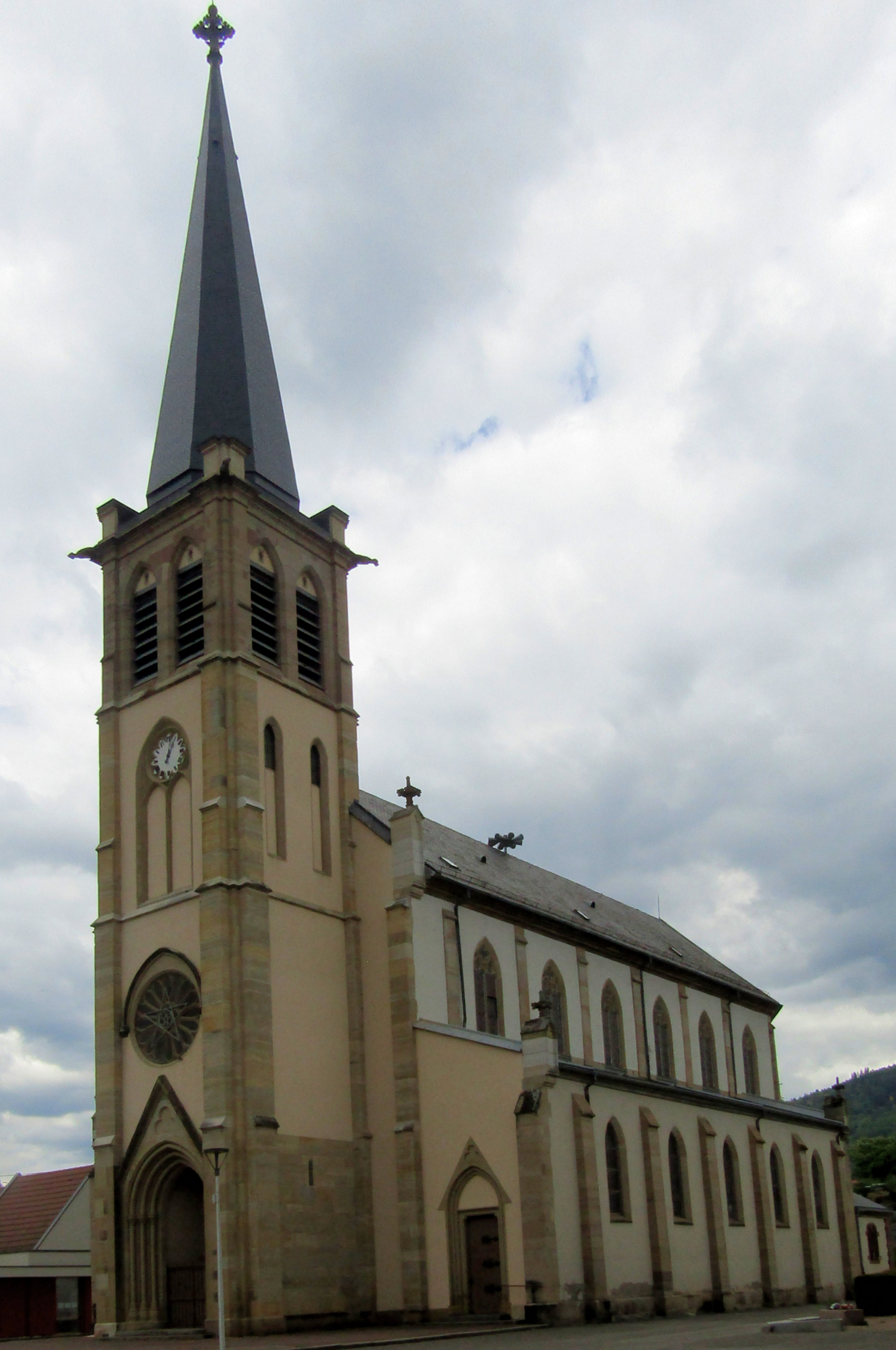
Église Saint-Philippe et Saint-Jacques

## Geografie
De oppervlakte van Husseren-Wesserling bedraagt 5,09 vierkante kilometer; Op 1 januari 2022 was de bevolkingsdichtheid 202,8 inwoners per km².
Het dorp ligt in de vallei van de Thur. Husseren ligt op de westelijke oever van de Thur; het gehucht Wesserling ligt op de andere oever, in het noordoosten van de gemeente.

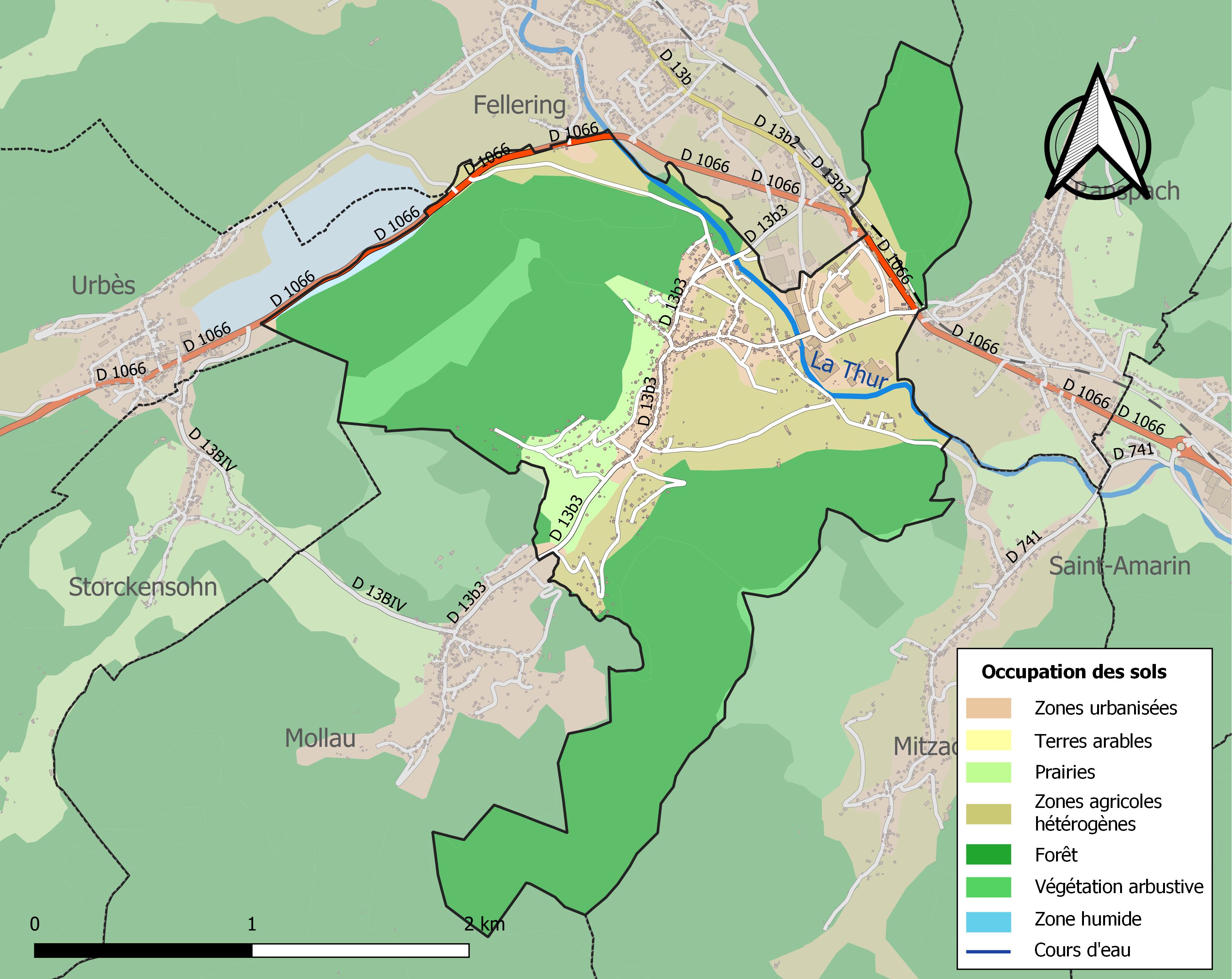
Kaart van de gemeente met de belangrijkste infrastructuur, bodemgebruik en omliggende gemeenten

## Bezienswaardigheden
- De Église Saint-Philippe et Saint-Jacques
- Het Parc de Wesserling, een park en voormalige industriële site uit de 18de eeuw. Het park en verschillende gebouwen werden in 1998 ingeschreven als monument historique.

## Demografie
Onderstaande figuur toont het verloop van het inwonertal.

## Verkeer en vervoer
In buurgemeente Fellering staat het spoorwegstation Wesserling, dat zich vlak bij de gemeente Husseren-Wesserling en het gehucht Wesserling bevindt. Door het noordoosten van de gemeente loopt de nationale weg N66/E512 tussen Mulhouse en Remiremont.

## Geboren
- Marcel Simon (1907-1986), Historicus, taalkundige en kerkhistoricus